# Mystacina
Mystacina (Gray, 1843) è l'unico genere vivente dei pipistrelli della famiglia Mystacinidae (Dobson, 1875).

## Descrizione

### Dimensioni
Al genere Mystacina appartengono pipistrelli di piccole dimensioni, con lunghezza della testa e del corpo tra 60 e 68 mm, la lunghezza dell'avambraccio tra 40 e 49 mm, la lunghezza della coda tra 10 e 18,6 mm e un peso fino a 35 g.

### Caratteristiche ossee e dentarie
L'omero presenta il trochite articolato con la scapola e il trochine molto grande e largo, alla stessa altezza dell'altro tubercolo. Il secondo dito presenta un metacarpo ben sviluppato e una piccola falange ossea, il terzo dito ha tre falangi ossee e l'estremità cartilaginea. La cinta scapolare è di dimensioni normali, con la settima vertebra cervicale separata dalla prima dorsale. Il bacino è normale ma insolitamente allungato. La fibula è ben sviluppata. Il cranio presenta un rostro allungato, la scatola cranica rotondeggiante e una bolla timpanica ben sviluppata, le ossa pre-mascellari complete della porzione palatale ma separate dal resto dell'osso da due fori laterali. I denti masticatori hanno la caratteristica disposizione delle cuspidi a W, mentre il primo premolare superiore è ben sviluppato.
Sono caratterizzati dalla seguente formula dentaria:

### Aspetto
La pelliccia è corta, vellutata ed estremamente densa, più di qualsiasi altro pipistrello. Il colore delle parti dorsali varia dal bruno-grigiastro al bruno-nerastro, mentre le parti ventrali sono più chiare. Il muso è corto ed appuntito, cosparso di setole spatolate e con le narici tubulari con l'apertura verso l'alto. Gli occhi sono piccoli. Le orecchie sono lunghe, strette e ben separate tra loro. Il trago è lungo, stretto ed affusolato. Le ali sono corte, spesse e carnose. Lungo i fianchi sono presenti delle tasche cutanee nelle quali l'animale inserisce le membrane quando non è in volo. Il pollice ha un grosso artiglio affilato fornito di uno sperone supplementare alla base, come anche gli artigli delle dita dei piedi, i quali sono corti, larghi e con la pianta ricoperta di solchi. Le zampe posteriori sono corte e tozze, adattate agli spostamenti sul terreno. La coda è lunga e perfora l'uropatagio sulla superficie dorsale a circa metà della sua lunghezza, come nei membri della famiglia degli Emballonuridi.

## Distribuzione
Il genere è endemico della Nuova Zelanda, dove le sue due specie sono le uniche forme native di mammiferi insieme a Chalinolobus tuberculatus.

## Biologia

### Comportamento
I membri di questo genere hanno sviluppato un'elevata capacità di spostarsi al suolo e di arrampicarsi anche su superfici relativamente lisce. Possono scavare buche nel terreno dove rifugiarsi.

### Alimentazione
La dieta è sorprendentemente varia e comprende artropodi volanti e non volanti, frutta, polline e nettare.

## Tassonomia
La sua posizione tassonomica, avvalorata da ricerche genetiche e molecolari, riveste una notevole importanza, in quanto i parenti più vicini sono i membri della famiglia dei Nottilionidi, endemica del Continente americano. I progenitori si irradiarono nell'Oceano pacifico partendo probabilmente dalle coste dell'America meridionale e raggiunsero la Nuova Zelanda, attraverso le altre isole polinesiane.
Il genere comprende 2 specie.
- Mystacina robusta - Più grande ma con le orecchie relativamente più corte.
- Mystacina tuberculata - Più piccola ma con le orecchie relativamente più lunghe.